# Andrija (herceg)
Andrija (?, 1268. – ?, 1278.), ugarski kraljević i hrvatski herceg, mlađi sin hrvatsko-ugarskog kralja Stjepana V. iz dinastije Arpadovića i kraljice Elizabete Kumanke.
Godine 1272. umro je kralj Stjepan V. i nasljedio ga je maloljetni kralj Ladislav IV. Kumanac (1272. – 1290.), Andrijin stariji brat. Dvije godine kasnije, Andrija je imenovan hrvatskim hercegom, a budući da su obojica braće bila maloljetnici, njihova majka Elizabeta je upravljala kraljevstvom u njihovo ime. Na području Hrvatske i Slavonije je vladala kaotična situacija te je 1274. godine Henrik Gisingovac podigao pobunu protiv kralja Ladislava i njegove majke. Poslije njegove smrti ustali su Babonići na bunu protiv kraljice Elizabete i njenog savjetnika Joakima Pektara, koja je završila Pektarovom smrću 1277. godine. U takvoj teškoj situaciji, dogodilo se da je umro i maloljetni herceg Andrija te je jedini zakonom priznati Arpadović ostao njegov stariji brat, kralj Ladislav.
| Prethodnik:                        | Hrvatski herceg (1274. – 1278.) | Nasljednik:               |
| Ladislav Arpadović (1270. – 1272.) | Hrvatski herceg (1274. – 1278.) | Elizabeta (1280. – 1283.) |